# Обрад
Обрад је српско име мушког рода. Значење имена може бити "онај који је учинио да се обрадујемо". Може се односити на:
- Обрад Белошевић, (1928–1986), српски кошаркашки судија
- Обрад Пиљак (1933–2013), босанскохерцеговачки политичар и економиста
- Обрад Зелић (рођен 1946), српски стоматолог и професор
- Обрад (велики тепчија), српски племић